# Gunter Arentzen
Gunter Arentzen (* 1972 in Idar-Oberstein) ist ein deutscher Schriftsteller, der überwiegend im Bereich der Horrorliteratur und Mystery schreibt.

## Leben
Gunter Arentzen begann bereits während seiner Schulzeit mit dem Schreiben. Auf erste Veröffentlichungen bei diversen Verlagen (Kurzgeschichten), unter anderem im Bastei-Verlag folgte 2003 der erste Roman als Book-on-Demand-Werk.
2004 startete Arentzen eine E-Book-Serie bei VPH-eBooks, 2005 eine Mystery-Serie sowie eine Abenteuer-Reihe bei Romantruhe. Nebenher schreibt Arentzen auch für andere Verlage, teils unter Pseudonymen und verfasste Kurzgeschichten für Anthologien und Magazine.
Gunter Arentzen lebte und arbeitete in Rülzheim, danach zog er nach Kirn. Er ist verheiratet und hat zwei Stiefkinder.

## Werke

### Romanheftserien

#### Christoph Schwarz
1. Die Brocken-Hexen
2. Das Keltengrab von Kirn
3. Das Richtschwert des Henkers
4. Horror am Teufelstisch
5. Der Schatz der Nibelungen (Teil 1)
6. Der Schatz der Nibelungen (Teil 2)
7. Der Geist vom Kölner Dom
8. Der Werwolf von Epprath
9. Die todbringende Nixe
10. Kampf um die Felsenkirche
11. Das stille Volk
12. Schinderhannes Rückkehr
13. Das Phantom von Xanten
14. Geisterjagd in Trier
15. Horror-Urlaub
16. Der Werwolfstein von Eggenstedt
17. Der Soldat aus der Vergangenheit
18. Das Seeweib von Minsen
19. Der Geist der Weihnacht
20. Keltenspuk im Hunsrück
21. Die Teufelskuhle
22. Hexentanz in Regensburg
23. Der verfluchte See
24. Der magische Domstein
25. Von Kelten, Hexen, Nixen und Geistern
26. Die Rückkehr des Werwolfs
27. Terror auf den Osterinseln
28. Der wilde Kaspar
29. Unsterblichkeit?
30. Hexensabbat
31. Das dunkle Artefakt
32. Feuerreiter über Bamberg
33. Vampire auf der Wartburg
34. Tod unter Tage
35. Vampire auf der Wartburg
36. Todesfalle Loreley
37. Die Teufelshaut
38. Aus dem Reich der Schatten (Teil 1)
39. Aus dem Reich der Schatten (Teil 2)
40. Symphonie des Grauens
41. Der Mumienkeller von Bremen
42. Zugfahrt in den Tod
43. Rattenterror in Hameln
44. Das Blut-Amulett
45. Untot
46. Die Heilige Insel
47. Rätsel im Bermuda-Dreieck
48. Black Sabbath
49. Yule
50. Die geheimnisvolle Insel[2]

Erschienen bei Romantruhe

#### Jaqueline Berger
1. Höllische Spiele
2. Der Mörder
3. Die Blutsaugerin
4. Das Auge des Magiers
5. Medusas Vermächtnis
6. Der Kelch der Hexe
7. Die Rache des Re
8. Ghouls!
9. Urwaldgeister
10. Hexensabbat
11. Das Biest in mir
12. Der Junge mit dem dunklen Keim
13. Gefallene Engel
14. Massenvernichtung
15. Jenseits der Menschlichkeit 1 – Werwölfe!
16. Jenseits der Menschlichkeit 2 – Krieg!
17. Jenseits der Menschlichkeit 3 – tot!

Sonderband 1: Stille Nacht, Blutige Nacht
Sonderband 2: Im Bermuda-Dreieck
Sonderband 3: Es war einmal ... Morgen
Erschienen bei VPH-eBooks

##### Counter Horror Unit
1. Qualvolle Schreie
2. Ego-Shooter 1
3. Ego-Shooter 2

Subserie zu Jaqueline Berger Erschienen bei VPH-eBooks

##### Pfad des Blutes
1. Unsterbliche Begierde
2. Burg der Ausgestoßenen
3. Weg der Verdammnis
4. Die Fürstin der Vampire
5. Das Ende

Subserie zu Jaqueline Berger Erschienen bei VPH-eBooks

#### Die Schatzjägerin
1. Der Fluch
2. Das Schwert der Templer
3. Der Götze von Akkon
4. Die verlorene Stadt
5. Die Totenmaske des Pharaos
6. Der Schatz des Königs
7. Das Mysterium
8. Das Schwert des Erzengels
9. Der Schädel des Enthaupteten
10. Die Bronzetafeln der Mochica
11. Der Dolch der Assassinen
12. Die verschollene Logienquelle Q
13. Das Relikt aus einer anderen Welt
14. Das Amulett des Keltenhäuptlings
15. Das versunkene Reich
16. Schatzjagd in New York
17. Die Kammer des Anubis
18. Im Tempel der Schlange
19. Der Schatz der Templer
20. Titel nicht bekannt
21. Das Amulett des Hedju-Hor
22. Titel nicht bekannt
23. Der Schlüssel zum Trayastrimsa
24. Titel nicht bekannt
25. Der Speer des Salomon
26. Titel nicht bekannt
27. Goldstadt des Grauens
28. Titel nicht bekannt
29. Tödliches Piratengold
30. Ich fand die Königin von Saba
31. Palast des Todes
32. Kalis Rachetempel
33. Templermythen
34. Tempus Edax Rerum
35. Ich schaute in den Spiegel der Sonnengöttin
36. Die Jagd nach dem Schlüssel des Magiers
37. Götterwelten
38. Das Grab des Maharadschas
39. Ich suchte das Schwert des Kindkaisers
40. Die Weltkugel des Atlas
41. Blutige Maya-Mysterien
42. Verfluchtes El Dorado[6][7]

Erschienen bei Romantruhe

### Einzelgeschichten
Der Kelch von Avalon. Rhombos-Verlag, Berlin 2003, ISBN 3-930894-88-2.